# Vyacheslav Rychkov
Vyacheslav Rychkov (genannt Slava Rychkov, russisch Вячеслав Рычков, Transkription Wjatscheslaw Rytschkow; * 27. Mai 1975 in Kuibyschew) ist ein russisch-italienischer mathematischer Physiker und Mathematiker.
Rychkov studierte ab 1991 am Moskauer Institut für Physik und Technologie mit dem Diplom 1996 und 1996 bis 1998 an der Universität Jena. Er wurde 2002 an der Princeton University, an der er seit 1998 war, bei Elias Stein in Mathematik promoviert (Estimates for Oscillatory Integral Operators). Als Post-Doktorand war er an der Universität Amsterdam und 2005 bis 2007 an der Scuola Normale Superiore in Pisa. 2007 wurde er Assistenzprofessor an der Scuola Normale Superiore und 2009 Professor an der École normale supérieure (Paris) und Universität Paris VI. Ab 2012 ist er außerdem in der Theorieabteilung des CERN.
Er befasst sich mit konformer Feldtheorie (mit Anwendungen u. a. im dreidimensionalen Isingmodell, Conformal Bootstrap), AdS/CFT Korrespondenz, elektroschwachem Symmetriebruch, Phänomenologie jenseits des Standardmodells, Erzeugung von Schwarzen Löchern in Collidern wie dem LHC.
2014 erhielt er den New Horizons in Physics Prize für die Entwicklung neuer Techniken in der konformen Feldtheorie, 2019 den Prix Mergier-Bourdeix.
Er hat die russische und die italienische Staatsbürgerschaft.

## Schriften
- mit S. El-Showk, M. F. Paulos, D. Poland, D. Simmons-Duffin, A. Vichi: Solving the 3D Ising Model with the Conformal Bootstrap, Phys. Rev. D 86, 2012, 025022, Arxiv
- mit M. S. Costa, J. Penedones, D. Poland: Spinning Conformal Correlators, Journal High Energy Physics 2011, Arxiv
- mit F. Caracciolo: Rigorous Limits on the Interaction Strength in Quantum Field Theory, Phys. Rev. D 81, 2010, Arxiv
- mit R. Rattazzi, E. Tonni, A. Vichi: Bounding scalar operator dimensions in 4D CFT, JHEP 2008, Arxiv (Conformal Bootstrap)
- mit H. Yoshino: Improved analysis of black hole formation in high-energy particle collisions, Phys. Rev. D 71, 2005, 104028, Arxiv